# Synechococcales
Ordre
Les Synechococcales sont un ordre de Cyanobactéries (anciennement appelées algues bleues).

## Liste des familles
Selon AlgaeBase (15 décembre 2020) : 
- famille des Acaryochloridaceae J.Komárek, J.Kastovsky, Mareš & J.R.Johansen
- famille des Chamaesiphonaceae Borzì
- famille des Coelosphaeriaceae Elenkin
- famille des Leptolyngbyaceae (Anagnostidis & J.Komárek) J.Komárek, J.Kastovsky, Mareš & J.R.Johansen
- famille des Merismopediaceae Elenkin
- famille des Oculatellaceae Mai & J.R.Johansen
- famille des Prochloraceae R.A.Lewin
- famille des Prochlorotrichaceae Burger-Wiersma, Stal & Mur
- famille des Pseudanabaenaceae K.Anagnostidis & J.Komárek
- famille des Synechococcaceae J.Komárek & Anagnostidis
- famille des Trichocoleusaceae T.Mai & J.R.Johansen

Selon NCBI (15 décembre 2020) :
- famille des Acaryochloridaceae J.Komarek & al. 2014
- famille des Chamaesiphonaceae Borzi 1878
- famille des Coelosphaeriaceae Elenkin 1933
- famille des Heteroleibleiniaceae J.Komarek & al. 2014
- famille des Leptolyngbyaceae J.Komarek & al. 2014
- famille des Merismopediaceae Elenkin 1933
- famille des Oculatellaceae Mai & Johansen 2018
- famille des Prochloraceae "Prochlorales" Lewin 1977
- famille des Prochlorotrichaceae Burger-Wiersma & al. 1989
- famille des Pseudanabaenaceae K.Anagnostidis & J.Komarek 1988
- famille des Romeriaceae J.Komarek & al. 2016
- famille des Schizotrichaceae Elenkin 1949
- famille des Synechococcaceae J.Komarek & K.T.Anagnostidis 1995
- famille des Trichocoleusaceae Mai & Johansen (2018)

Selon World Register of Marine Species (15 décembre 2020) :
- famille des Chamaesiphonaceae Borzì, 1878
- famille des Leptolyngbyaceae
- famille des Merismopediaceae
- famille des Pseudanabaenaceae
- famille des Synechococcaceae

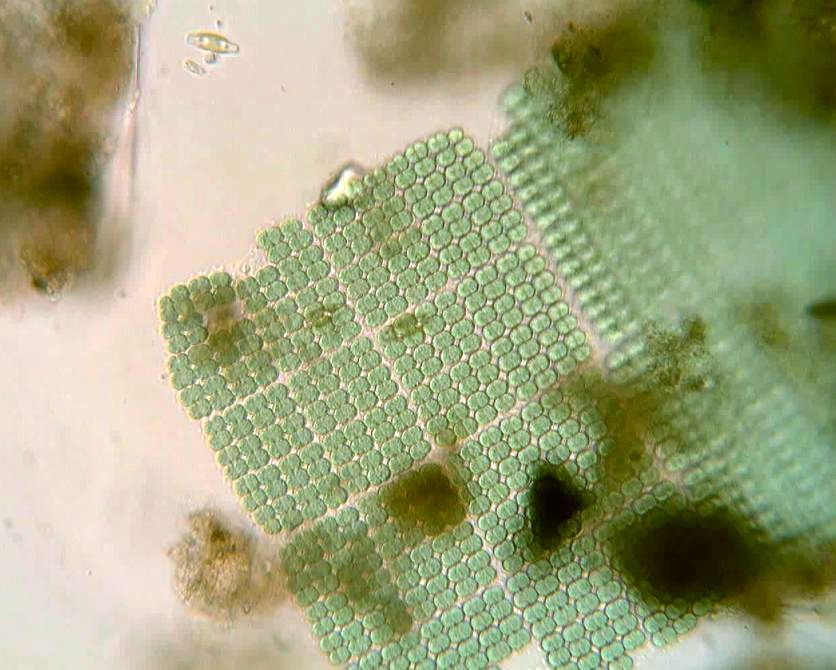
Merismopedia sp. (Merismopediaceae).
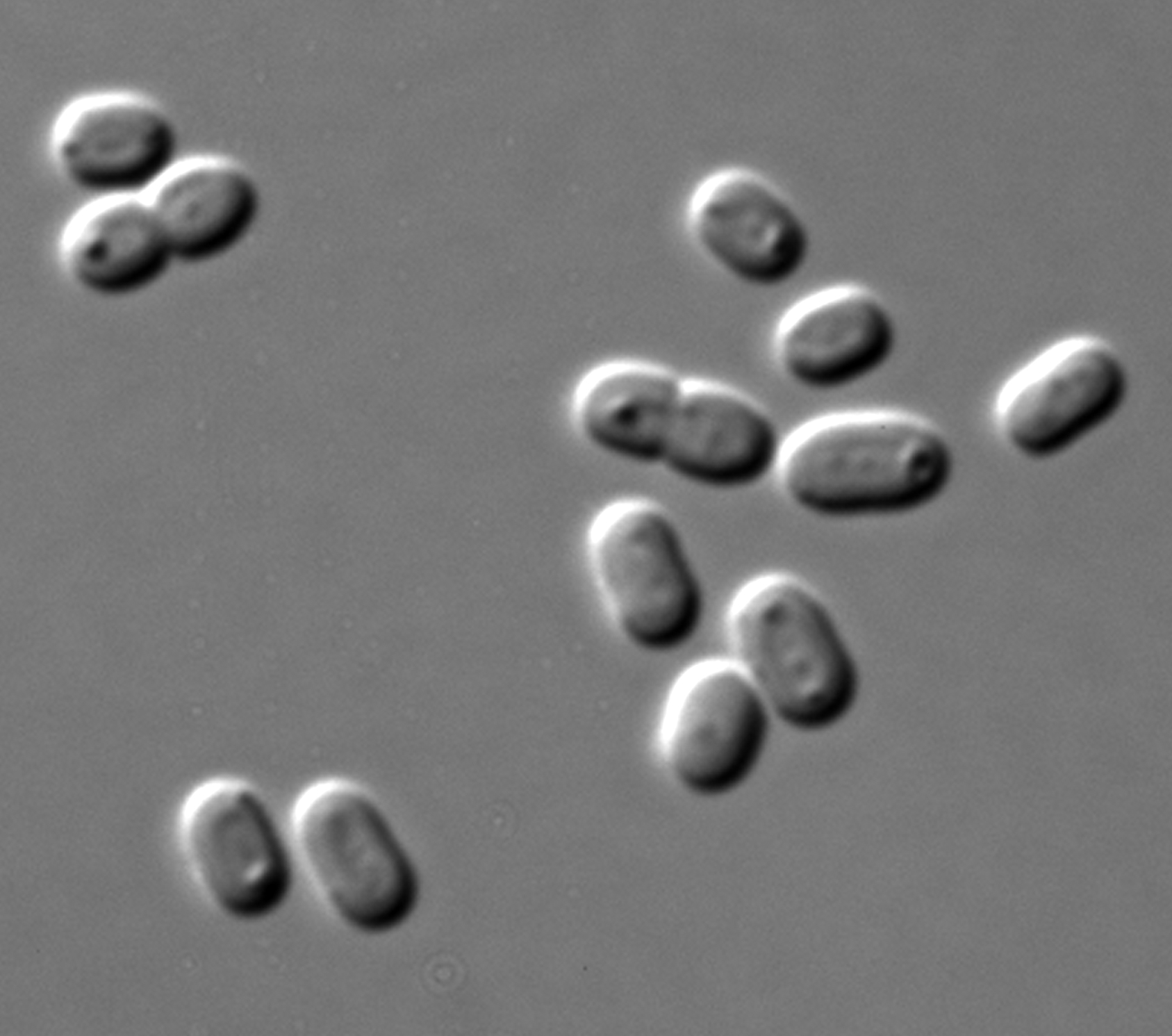
Synechococcus sp. (Synechococcaceae).
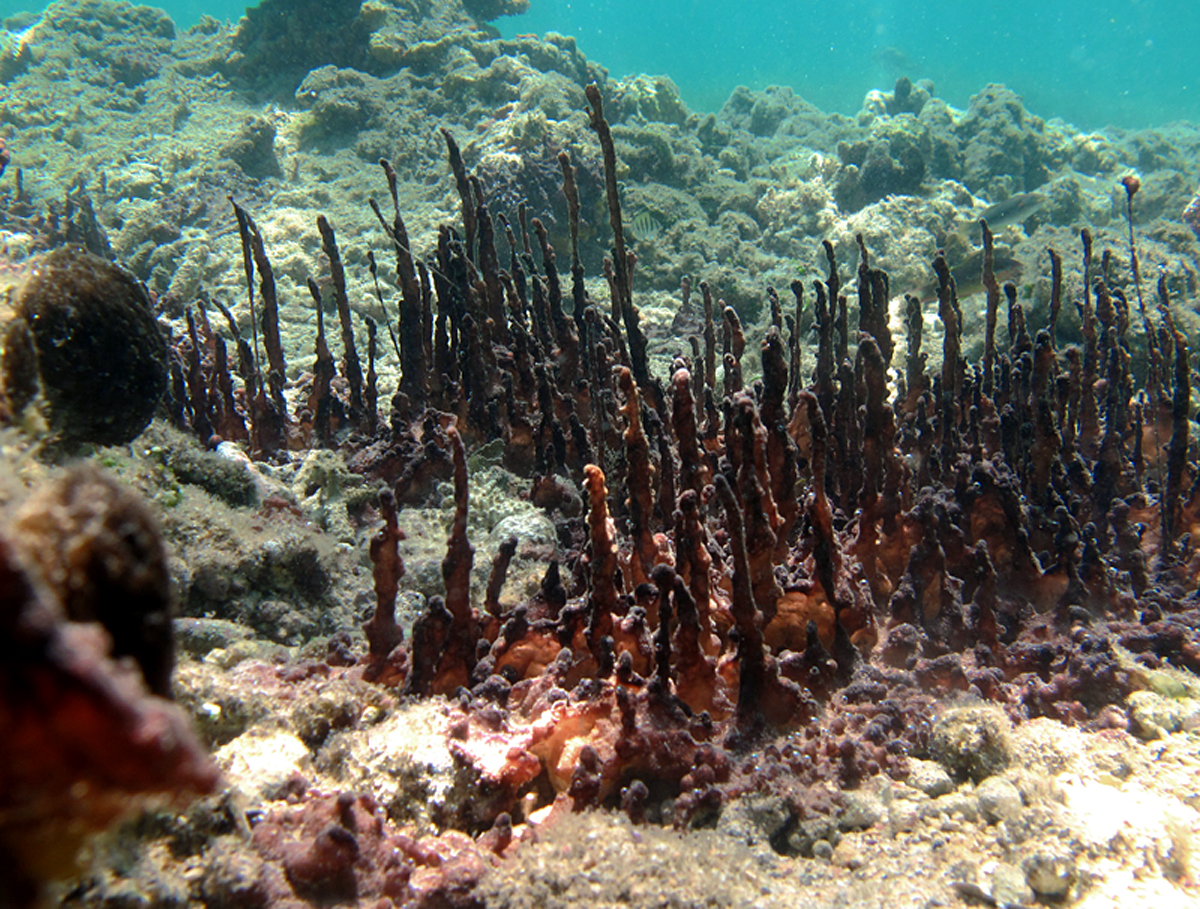
Colonie de Leptolyngbya sp. (Leptolyngbyaceae) à La Réunion.

## Synonymes
Selon IRMNG (15 décembre 2020), les Synechococcales ont pour synonymes :
- Chamaesiphonales
- Prochlorales
- Pseudanabaenales